# Federico Dionisi (arbitro)
Federico Dionisi (L'Aquila, 3 marzo 1988) è un arbitro di calcio italiano.

## Biografia
Il 23 luglio 2016 si è laureato con 110 e lode in economia presso l'Università degli Studi dell'Aquila.

## Carriera
Ha iniziato ad arbitrare nel 2003, arrivando nella Commissione Interregionale nel 2010. L’anno successivo debutta in Serie D, restando per tre anni tra i Dilettanti; nel 2014 passa in Lega Pro, dove si afferma come uno degli arbitri dal miglior rendimento. Nel 2018 viene promosso in C.A.N. B, esordendo nella serie cadetta il 26 agosto, in occasione di Foggia-Carpi, terminata 4-2. Il 16 marzo 2019 esordisce in Serie A, nella partita Sassuolo-Sampdoria, vinta dagli ospiti per 5-3, diventando così il primo direttore di gara aquilano ad approdare nella massima serie.
Il 1 settembre 2020 viene inserito nell'organico della CAN A-B, nata dall’accorpamento di CAN A e CAN B: dirigerà sia in Serie A che in Serie B. Nella stagione 2020-2021 viene designato in 5 partite del massimo campionato e in 9 in cadetteria, mentre in quella 2021-2022 le presenze sono state 7 e 4 rispettivamente, con inoltre una in Coppa Italia.
Nell'ambito di una collaborazione tra l'AIA e la Federazione Cipriota, il 4 maggio 2022 è VAR in Omonia Nicosia-Anorthosis, semifinale di ritorno della Coppa Nazionale di Cipro, diretta dall'italiano Francesco Fourneau.
Nell'ambito di una collaborazione tra l'AIA e la Federazione Cipriota, è VAR in due partite del massimo campionato di Cipro: il 9 ottobre 2022 in Aris Limassol-AEK Larnaca, diretta da un arbitro locale, e il giorno seguente in Anorthosis-Apollon Limassol, diretta dall'italiano Luca Massimi.
Il 6, il 7 e l'8 ottobre 2023, nell'ambito di una collaborazione tra l'AIA e la Federazione Calcistica di Cipro è impegnato in 3 partite del massimo campionato di Cipro: il 6 ottobre svolge il ruolo di VAR in NEA Salamina-Karmiotissa, mentre il 7 ottobre 3 dirige Pafos-AEK Larnaca e l'8 ottobre è nuovamente VAR in Anorthosis-Aris Limassol.